# Авиационные происшествия с Ли-2
Перечень авиационных происшествий с самолётами Ли-2.
По данным сайта Aviation Safety Network, по состоянию на 8 мая 2020 года были потеряны 223 самолёта Ли-2 различных модификаций. В этих происшествиях погибли 1128 человека. Самолёт пытались угнать 5 раз, при этом погибли 2 человека.

## Список
| Дата         | Бортовой номер  | Место катастрофы | Жертвы      | Краткое описание | И               |
| ------------ | --------------- | --- | ----------- | --- | --------------- |
| н. д.        | н. д.           | Магаданская область, близ Угулана | ?/?         | Неизвестно. | [ 3 ]           |
| XX.XX.194X   | н. д.           | Украинская ССР, Львовская область, близ аэропорта Львов                                                                               | ?/?         | Упал рядом с аэродромом. | [ 4 ]           |
| 07.08.1940   | Л3409           | Новосибирская область, район Новосибирска                                                                                             | 18/21       | Самолёт в сложных метеоусловиях столкнулся с землёй в районе Новосибирска и потерпел катастрофу. | [ 5 ]           |
| 23.11.1940   | Л3405           | Орджоникидзевский край | 4/?         | На участке маршрута Ростов-на-Дону — Минеральные Воды самолёт в сложных метеоусловиях столкнулся с горой. | [ 6 ]           |
| 29.06.1941   | Л3433           | Мурманская область, район аэродрома Ваенга                                                                                            | 0/?         | При подходе к аэродрому самолёт был встречен советскими истребителями, обстрелян и подожжён. Экипаж произвёл вынужденную посадку, самолёт сгорел. | [ 7 ]           |
| 05.07.1941   | Л3411           | аэропорт Витебск | 0/?         | При спешной подготовке к вылету из Витебска после доставки груза, в связи с угрозой бомбардировки, потерпел аварию на аэродроме. Был задет истребителем. | [ 8 ]           |
| 07.07.1941   | Л3470           | Белорусская ССР, Гомельская область, район Рогачёва                                                                                   | 0/?         | Был атакован истребителями ВВС РККА и сбит, самолёт сгорел. | [ 9 ]           |
| 7—13.07.1941 | Л3939           | Калининская область, район Великих Лук                                                                                                | 4/4         | При заходе на посадку на аэродром, подвергся нападению 4-х истребителей противника и был сбит. Самолёт сгорел | [ 10 ]          |
| 13.07.1941   | Л3464           | Московская область, Рузский район | 0/?         | Был троекратно атакован самолётом противника, расстрелян и загорелся в воздухе. Экипаж совершил вынужденную посадку. | [ 11 ]          |
| 16.07.1941   | Л3460           | Московская область, район аэродрома Щёлково                                                                                           | 0/4         | На взлёте, после отрыва от земли, правый мотор стал давать перебои с выхлопами в карбюратор и тряской. Вследствие потери тяги самолёт стал снижаться и с парашютированием начал задевать за верхушки деревьев. Самолёт упал в лес. Возник пожар и самолёт полностью сгорел. | [ 12 ]          |
| 26.07.1941   | ПС-84 № 1841017 | Калининская область, Осташковский район, озеро Сиг                                                                                    | 3/17        | Был атакован 4-мя самолётами Junkers. При наблюдении за ними экипаж не заметил, как задели воду. | [ 13 ]          |
| 26.07.1941   | Л3469           | Украинская ССР, Николаевская область, 35 км северо-западнее Николаева                                                                 | 10/10       | Сбит истребителями ВВС РККА, самолёт сгорел. | [ 14 ]          |
| 26.07.1941   | Л3400           | Калининская область, Осташковский район, озеро Сабро                                                                                  | 1/24        | Задел воду винтом, ударился о стоящее на острове дерево, упал на остров и с острова в озеро. | [ 15 ]          |
| 27.06.1941   | Л3421           | Смоленская область, Вязьма | 1/4         | При перелёте в Вязьме с одного аэродрома на другой самолёт был атакован и подожжён вражескими самолётами. Экипаж сел на вынужденную посадку, самолёт сгорел. | [ 16 ]          |
| 30.07.1941   | Л3459           | аэропорт Вязьма | 0/?         | При посадке не смог найти аэродром назначения и упал в овраг. | [ 17 ]          |
| 31.07.1941   | Л3417           | аэропорт Едрово | 0/0         | Сожжён самолётом противника. | [ 18 ]          |
| 03.09.1941   | Л3916           | аэропорт Харьков | 0/0         | Самолёт Г-2 Л2000 при посадке врезался в стоящий ПС-84 Л3916. | [ 19 ]          |
| 03.10.1941   | Л3926           | Смоленская область, Вяземский район, населённый пункт Двоевка                                                                         | 1/7         | Сразу после взлёта разбился. | [ 20 ]          |
| 04.10.1941   | Л3928           | Московская область, район аэропорта Внуково                                                                                           | 0/5         | Врезался в деревья из-за ошибки экипажа и отказа правого двигателя. | [ 21 ]          |
| 09.10.1941   | Л3420           | Московская область, район аэропорта Внуково                                                                                           | 0/?         | Отказали оба двигателя. | [ 22 ]          |
| 09.10.1941   | Л3462           | н. д. | 0/4         | Потерпел аварию при взлёте в Тихвине в результате перегрузки самолёта. | [ 23 ]          |
| 09.10.1941   | Л3917           | Смоленская область, Козельский район, район Козельска                                                                                 | 0/17        | В результате обстрела вражескими истребителями самолёт сел на вынужденную посадку. Во время взлёта с места посадки самолёт обледенел и потерпел аварию. | [ 24 ]          |
| 10.10.1941   | Л3491           | Орловская область, Севский район, район Севска                                                                                        | 1/6         | При подлёте в намеченный район самолёт был обстрелян и повреждён противником. Через 15-20 минут полёта самолёт вторично обстрелян и в результате попадания снаряда в бензобаки загорелся. Экипаж произвёл вынужденную посадку, самолёт сгорел. | [ 25 ]          |
| 12.10.1941   | Л3925           | Московская область, район Можайска | 3/7         | Обстрелян 12-ати самолётами Messerschmitt Bf.109, самолёт сгорел. | [ 26 ]          |
| 12.10.1941   | Л3978           | Смоленская область, Медынский район, район Медыни                                                                                     | 0/6         | Сбит вражескими истребителями в районе Медыни, самолёт сгорел. | [ 27 ]          |
| 12.10.1941   | Л3936           | Смоленская область, Медынский район, район Горлово                                                                                    | 6/6         | Самолёт подожжён вражескими самолётами, самолёт сгорел. | [ 28 ]          |
| 12.10.1941   | Л3494           | Курская область, район Курска | 0/6         | Подвергся обстрелу в районе Курска, самолёт сгорел. | [ 29 ]          |
| 12.10.1941   | Л3496           | Орловская область, Севский район, район Севска                                                                                        | 2/6         | Самолёт обстрелян в районе Севска и сгорел. | [ 30 ]          |
| 12.10.1941   | Л3970           | Курская область, район Дмитровска | 0/6         | Самолёт обстрелян в районе Дмитровска (севернее Льгова) и уничтожен на территории противника. | [ 31 ]          |
| 13.10.1941   | Л3419           | Ленинградская область, Мгинский район, район Чёрного                                                                                  | 2/?         | Самолёт обстрелян противником в воздухе и совершил вынужденную посадку. | [ 32 ]          |
| 13.10.1941   | Л3957           | Ленинградская область, район населённого пункта Ладога                                                                                | 0/?         | Подожжён противником в воздухе, самолёт сгорел. | [ 33 ]          |
| 13.10.1941   | Л3449           | Курская область, район Курска | 0/6         | Обстрелян противником с земли в районе Курска при выполнении задания по сбрасыванию груза. Правый мотор и гидросистема выведены из строя. Самолёт сгорел после вынужденной посадки. | [ 34 ]          |
| 27.10.1941   | Л3472           | Ленинградская область, Ефимовский район, 300 м севернее аэродрома Подборовье                                                          | 16/17       | Был сбит самолётом Junkers Ju 88. | [ 35 ]          |
| 27.10.1941   | Л3930           | аэропорт Шибенец | 0/9         | Снег находился на плоскостях. Сразу же после взлёта самолёт упал в овраг и потерпел аварию. | [ 36 ]          |
| 29.10.1941   | ПС-84 № 1841608 | Куйбышевская область, Николаевский район, юго-западнее деревни Голодяевка                                                             | 24/24       | Врезался в деревья по неустановленной причине. На борту находились В. К. Таиров, С. Д. Акимов и Н. Б. Фегервари. | [ 37 ] [ 38 ]   |
| 14.11.1941   | Л3951           | аэропорт Ленинград | 0/0         | Был уничтожен попаданием бомбы. | [ 39 ]          |
| 14.11.1941   | Л3488           | Сталинградская область, Урюпинский район, 2 км южнее населённого пункта Акчерня                                                       | 14/14       | Отклонился от курса и совершил вынужденную посадку. | [ 40 ]          |
| 15.11.1941   | Л3444           | Московская область, Дмитровский район, район села Сальницы                                                                            | 17/17       | Был сбит 2 истребителями Messerschmitt Bf.110. | [ 41 ]          |
| 15.11.1941   | Л3927           | аэропорт Подборовье | 0/0         | Был уничтожен двумя авиабомбами. | [ 42 ]          |
| 17.11.1941   | Л3927           | аэропорт Новая Ладога | 0/5         | При посадке в сложных метеоусловиях самолёт потерпел аварию и сгорел | [ 43 ]          |
| 19.11.1941   | Л3955           | Ленинградская область, 1 км юго-западнее Комендантского аэродрома (Ленинград)                                                         | 5/5         | Был сбит истребителями Messerschmitt Bf.109. | [ 44 ]          |
| 29.11.1941   | Л3989           | аэропорт Саратов | 1/4         | При взлёте, от порыва ветра самолёт сделал небольшой крен вправо. Желая вывести самолёт из крена, командир корабля дал штурвал управления элеронами влево, но крен не уменьшился, а увеличился ещё больше. Самолёт задел крылом землю и врезался. | [ 45 ]          |
| 30.11.1941   | Л3987           | Ленинградская область, Ладожское озеро, между мысом Марьин Нос и населённым пунктом Кивгода                                           | 36/36       | Группа самолётов ПС-84 подверглась нападению истребителей противника (4 самолёта Heinkel Хе-113). Борт Л3987 был сбит. | [ 46 ]          |
| 06.12.1941   | Л3973           | Саратовская область, район Саратова                                                                                                   | 0/11 или 13 | После взлёта на почти пустом левом бензобаке поочерёдно остановились оба двигателя. Во время аварийной посадки борт прорубил просеку в парковой зоне Саратова. | [ 47 ]          |
| 09.12.1941   | Л3922           | Ленинградская область, 7 км севернее аэродрома Хвойная                                                                                | 5/6         | После взлёта врезался в деревья. | [ 48 ]          |
| XX.01.1942   | Л3900           | н. д. | ?/?         | Неизвестно | [ 49 ]          |
| 13.01.1942   | Л3438           | Ростовская область, Тарасовский район, район хребта Смеловка                                                                          | 2/6         | Загорелся в полёте. | [ 50 ]          |
| 25.01.1942   | Л3479           | Молотовская область, район Молотова                                                                                                   | 0/9         | Из-за плохой видимости сел в поле. | [ 51 ]          |
| 29.01.1942   | Л3905           | н. д. | ?/?         | Был сбит советским истребителем. | [ 52 ]          |
| 04.03.1942   | Л3497           | Смоленская область (?), площадка деревни Грядки                                                                                       | 0/5         | Самолёт ПС-84 Л3996 во время взлёта столкнулся с ПС-84 Л3497. Оба самолёта в последующем сожжены противником. | [ 53 ]          |
| 04.03.1942   | Л3996           | Смоленская область (?), площадка деревни Грядки                                                                                       | 2/?         | Самолёт ПС-84 Л3996 во время взлёта столкнулся с ПС-84 Л3497. Оба самолёта в последующем сожжены противником. | [ 54 ]          |
| 04.03.1942   | Л3471           | Смоленская область (?), площадка деревни Грядки                                                                                       | 0/?         | При посадке в тылу противника в деревне Грядки были погнуты винты. Впоследствии, под утро, самолёт сожжён противником. | [ 55 ]          |
| 21.03.1942   | Л3975           | Западный фронт | 6/6         | Не вернулся с военного задания | [ 56 ]          |
| 26.03.1942   | Л3484           | Ленинградская область, район аэродрома Хвойная                                                                                        | 6/6         | Самолёт потерпел катастрофу в районе Хвойной при выполнении задания ночью. | [ 57 ]          |
| 03.05.1942   | Л3980           | Калининская область, Бологовский район, Выползово                                                                                     | 4/5         | При взлёте отказал левый двигатель. | [ 58 ]          |
| 12.05.1942   | ПС-84 № 1842406 | Свердловская область, Висимский район, гора Голая, 9 км юго-восточнее посёлка Кордон                                                  | 6/6         | В полёте экипаж встретил усложнённые метеоусловия. На подходе к Весёлым горам пилот снизился до высоты 700 м. Самолёт столкнулся с каменистой вершины горы Голая (Шайтан) высотой 748 м и полностью разрушился. | [ 59 ]          |
| 12.05.1942   | Л3999           | Западный фронт | 27/27       | Самолёт подвергся в воздухе нападению противника, был подожжён и сгорел. | [ 60 ]          |
| 26.05.1942   | Л3935           | н. д. | 0/7         | Сбит противником при выполнении задания в его тылу. Сгорел. | [ 61 ]          |
| 06.06.1942   | Л3952           | аэропорт Кубинка | 1/6         | Сгорел во время налёта противника. | [ 62 ]          |
| 12.06.1942   | Л3933           | аэропорт Ленинград | 0/3         | Отказ правого мотора на взлёте с аэродрома Ленинград. Самолёт ударился о землю. | [ 63 ]          |
| 13.06.1942   | Л3961           | посадочная площадка Зуя | 0/6         | При посадке в тылу противника на площадке ЗУЦ из-за непригодного состояния аэродрома самолёт завяз. | [ 64 ]          |
| 14.06.1942   | Л4001           | Смоленская область, район Вязьмы | 6/6         | Пропал безвести. | [ 65 ]          |
| 18.06.1942   | Л3423           | Москва, район железнодорожной станции Москва-Бутырская товарная                                                                       | 12+1/21     | В полёте отказал правый двигатель. | [ 66 ]          |
| 18.06.1942   | Л3484           | Орловская область, город Елец | 5/7         | При посадке в сложных метеоусловиях разбился. | [ 67 ]          |
| 19.06.1942   | Л3447           | Новосибирская область, близ Новосибирска                                                                                              | 1/4         | После взлёта загорелся левый двигатель. Врезался в деревья. | [ 68 ]          |
| 26.06.1942   | Л3948           | Ленинградская область, Молвотицкий район, 1 км восточнее деревни Иванцево                                                             | 4/4         | Был обстрелян с земли и при посадке врезался в деревья. | [ 69 ]          |
| 01.07.1942   | Л3997           | аэропорт Севастополь | 0/6         | 28 июня самолёт при рулёжке на аэродроме Севастополь попал в воронку от бомбы, подломил шасси и поломал винты. 1 июля сожжён. | [ 70 ]          |
| 03.07.1942   | Л3414           | аэропорт Свердловск | 0/?         | Сразу после взлёта упал. ВПП размокла. | [ 71 ]          |
| 06.07.1942   | Л3954           | Воронежская область, район Хлевного                                                                                                   | 0/8         | Борт Л3954 подбит и затем сожжён противником на земле в районе Хлевного. Борты Л3956 и Л3945 получили повреждения. | [ 72 ]          |
| 06.07.1942   | Л3956           | Воронежская область, район Хлевного                                                                                                   | ?/?         | Борт Л3954 подбит и затем сожжён противником на земле в районе Хлевного. Борты Л3956 и Л3945 получили повреждения. |                 |
| 06.07.1942   | Л3945           | Воронежская область, район Хлевного                                                                                                   | ?/?         | Борт Л3954 подбит и затем сожжён противником на земле в районе Хлевного. Борты Л3956 и Л3945 получили повреждения. | [ 73 ]          |
| 08.07.1942   | Л3437           | Орловская область, район Ельца | 0/6         | Сбит и подожжён противником в районе Ельца, самолёт сгорел. | [ 74 ]          |
| 11.07.1942   | Л3981           | Воронежская область, район Новохоперска                                                                                               | 0/6         | Подожжён противником в воздухе при выполнении задания на Юго-Западном фронте, самолёт сгорел. | [ 75 ]          |
| 23.07.1942   | Л3461           | н. д. | ?/?         | Разбился из-за ошибки экипажа. | [ 76 ]          |
| 27.07.1942   | Л3983           | Сталинградская область, район населённого пункта Пасковайка                                                                           | 0/33        | Подбит и затем сожжен противником на земле при выполнении задания. | [ 77 ]          |
| 05.08.1942   | Л3432           | н. д. | ?/?         | При посадке разбился в сложных метеоусловиях. | [ 78 ]          |
| 10.08.1942   | Л3492           | аэропорт Сталинград | 0/5         | Сгорел на заправке от попадания бомбы. | [ 79 ]          |
| 10.08.1942   | Л3426           | н. д. | ?/?         | Сбит вражеским самолётом. | [ 80 ]          |
| 11.08.1942   | Л3493           | Чечено-Ингушская АССР, 7 км юго-западнее Ачхой-Мартана                                                                                | 5/24        | Врезался в деревья. | [ 81 ]          |
| 13.08.1942   | Л3921           | Сталинградская область, западнее Сталинграда                                                                                          | 7/7         | С задания самолёт не возвратился. | [ 82 ]          |
| 13.08.1942   | Л4007           | аэропорт Верхняя Ахтуба | 3/7         | Подожжён истребителями противника в воздухе. Горящий самолёт был посажен экипажем на аэродром, где сгорел. | [ 83 ]          |
| 25.08.1942   | Л3430           | аэропорт Ташкент | 0/?         | При взлёте накренился, зацепив консолью левой плоскости и левым винтом за поверхность аэродрома. Самолёт, развернувшись, продвинулся с работающими моторами и загорелся. | [ 84 ]          |
| 30.08.1942   | ПС-84 № н. д.   | Калининская область, Старицкий район, район деревни Холохольня                                                                        | 36/36       | Потерпел катастрофу во время перелёта с полевого аэродрома на базовый. Причины неизвестны. | [ 85 ]          |
| 17.11.1942   | Л3965           | аэропорт Красноярск | 30/30       | Разбился после взлёта. | [ 86 ]          |
| 08.12.1942   | Л5805           | Казахская ССР, Актюбинская область, горы Два Брата, Мугоджарские горы                                                                 | 8/8         | Столкнулся с горой Меньший брат. | [ 87 ]          |
| 22.12.1942   | Л3903           | Башкирская АССР, Янаул | 10/12       | Разбился при заходе на посадку из-за сильного обледенения. | [ 88 ]          |
| 23.01.1943   | Л3443           | Московская область, совхоз им 16-го Партсъезда, район деревни Строгино                                                                | 5/10        | При посадке разбился из-за сложных метеоусловий. | [ 89 ]          |
| 17.02.1943   | н. д.           | Рязанская область, Трубетчинский район, близ деревни Писаревка                                                                        | ?/?         | Неизвестно. | [ 90 ]          |
| 02.03.1943   | н. д.           | Чкаловская область, район Соль-Илецка                                                                                                 | 0/?         | При подлёте к аэродрому самолёт столкнулся с заснеженной возвышенностью между сёлами Саратовка и Боевая Гора и потерпел аварию. | [ 91 ]          |
| 02.03.1943   | Л3495           | Армянская ССР, гора Кетан-Даг, 45 км северо-восточнее Еревана                                                                         | 2/6         | Самовольный вылет. Столкнулся с горой из-за сложных метеоусловий. | [ 92 ]          |
| 05.03.1943   | Л3913           | Якутская АССР, Горный район, Шологонский наслег, район села Бердигестях                                                               | 3/11        | Отказали оба двигателя. | [ 93 ]          |
| 08.03.1943   | н. д.           | Ростовская область, близ аэродрома Батайск                                                                                            | ?/?         | Неизвестно. | [ 94 ]          |
| 27.03.1943   | Л3440           | аэропорт Москва | 2/14        | После взлёта отказал левый двигатель. При посадке разбился. | [ 95 ]          |
| 08.04.1943   | Л3998           | Смоленская область, район деревни Ордульево                                                                                           | 0/6         | В полёте отказал правый двигатель. После вынужденной посадки самолёт сгорел. | [ 96 ]          |
| 10.04.1943   | н. д.           | Орловская область, район Орджоникидзеграда                                                                                            | 6/6         | Не вернулся после военного задания. | [ 97 ]          |
| 13.04.1943   | Л4027           | Ростовская область, Каменский район, район хребта Трифоново                                                                           | 0/?         | В полёте произошёл пожар на правом моторе. После вынужденной посадки самолёт сгорел. | [ 98 ]          |
| 28.04.1943   | Л3947           | Белорусская ССР, Гомельская область, село Дубницкое                                                                                   | 11/11       | При посадке разбился. | [ 99 ]          |
| 29.04.1943   | н. д.           | Москва, в районе Дмитровского шоссе                                                                                                   | ?/?         | Неизвестно. | [ 100 ]         |
| 11.05.1943   | Л3931           | Молотовская область, город Молотов | 1/5         | Во время облёта (2 проверки двигателей) отказали оба двигателя и разбился. | [ 101 ]         |
| 20.05.1943   | Л3909           | Краснодарский край, район Сочи — Мацесты                                                                                              | 6/6         | Столкнулся с горой. | [ 102 ]         |
| 28.05.1943   | Л3974           | район Брянска | ?/?         | Самолёт был подожжён зенитной артиллерией и упал на территории врага. | [ 103 ]         |
| 02.06.1943   | Л4024           | Брянская область, юго-восточнее Трубчевска                                                                                            | 7/7         | Не вернулся с военного задания. | [ 104 ]         |
| 03.06.1943   | Л3932           | Московская область, недалеко от аэропорта Чкаловский                                                                                  | 6/8         | Отказали оба двигателя. | [ 105 ]         |
| 04.06.1943   | Л344            | аэропорт Молотов | 3/10        | Борт Л344 при взлёте столкнулся с Л3962. | [ 106 ]         |
| 04.06.1943   | Л3962           | аэропорт Молотов | 0/0         | Борт Л344 при взлёте столкнулся с Л3962. |                 |
| 14.06.1943   | Л4035           | Калининская область, 30 км юго-восточнее Максатихи                                                                                    | 0/22        | Отказал правый двигатель. | [ 107 ]         |
| 19.06.1943   | Л3465           | Воронежская область, район Воронежа                                                                                                   | 0/25        | Сразу после взлёта отказал левый двигатель. | [ 108 ]         |
| 14.07.1943   | Л4035           | Калининская область, 30 км к югу от посёлка Максатиха                                                                                 | 0/?         | Разбился после отказа второго двигателя. | [ 109 ]         |
| 30.07.1943   | Л3912           | Белорусская ССР, Могилевская область                                                                                                  | 5/7         | Атакован истребителем противника и с первого захода подожжён. На втором заходе истребителя, вероятно, очередью были убиты пилоты. Самолёт резко перешёл в снижение и столкнулся с землёй. | [ 110 ]         |
| 30.07.1943   | Л3489           | Белорусская ССР, Могилевская область, район Жуковки                                                                                   | 1/6         | Атакован истребителями и загорелся. | [ 111 ]         |
| 08.08.1943   | Л3982           | Саратовская область, район Балашова                                                                                                   | 6/6         | Сразу после взлёта разбился. | [ 112 ]         |
| 21.08.1943   | Л4034           | Украинская ССР, Сумская область, район Ахтырки                                                                                        | ?/?         | Не вернулся с задания. | [ 113 ]         |
| 22.08.1943   | Л3956           | Белорусская ССР, Гомельская область, район Речицы                                                                                     | 5/6         | Вынужденная посадка из-за отказа двигателя. | [ 114 ]         |
| 27.08.1943   | Л4047           | Белорусская ССР, Витебская область, 58 км юго-западнее Невеля                                                                         | 6/6         | Был атакован истребителем противника. | [ 115 ]         |
| 28.08.1943   | Л3959           | Ленинградская область, район аэродрома Хвойная                                                                                        | 2/?         | После взлёта экипаж решил вернуться из-за штормового предупреждения. При заходе на посадку второго круга разбился из-за сложных метеоусловий. | [ 116 ]         |
| 14.09.1943   | Л4012           | Белорусская ССР, Витебская область, район Торопы                                                                                      | 6/6         | Самолёт был атакован и сбит истребителем Messerschmitt Bf.110. Горящий самолёт упал в районе линии фронта. | [ 117 ]         |
| 19.09.1943   | Л4008           | Ленинградская область, район аэродрома Яхново (Мякишево)                                                                              | 17/17       | При посадке отказали оба двигателя и разбился. | [ 118 ] [ 118 ] |
| 20.09.1943   | Л4029           | Куйбышевская область, Новобуянский район, близ села Ташлы                                                                             | 5/5         | При посадке отказал левый двигатель. | [ 119 ]         |
| 21.12.1943   | Л4032           | Московская область, район аэропорта Внуково                                                                                           | 3/7         | Отказали оба двигателя. | [ 120 ]         |
| 12.02.1944   | Л4068           | Горьковская область, район аэропорта Горький                                                                                          | 6/6         | При взлёте не были переведены триммеры с посадочного положения на взлётное. | [ 121 ]         |
| 27.02.1944   | Л4076           | Украинская ССР, район Никополя — Кривого Рога                                                                                         | ?/?         | Не вернулся с боевого задания. | [ 122 ]         |
| 28.02.1944   | н. д.           | н. д. | ?/?         | Неизвестно. | [ 123 ]         |
| 08.03.1944   | Л4064           | Украинская ССР, Николаевская область, село Новоюрьевка                                                                                | 8/8         | Был атакован четырьмя истребителями Messerschmitt Bf.109. Горящий самолёт упал. | [ 124 ]         |
| 20.03.1944   | Л3990           | Белорусская ССР, Минская область, Крупский район, район населённого пункта Яновщина                                                   | 7/8         | Взорвался от второй очереди немецкого истребителя. | [ 125 ]         |
| 14.05.1944   | н. д.           | Архангельская область, Плесецкий район, Близ аэродрома Обозерский                                                                     | 10/10       | Неизвестно. | [ 126 ]         |
| 30.09.1944   | Л3436           | Кировская область, район железнодорожной станции Вятские Поляны                                                                       | 0/19        | Отказал левый двигатель. | [ 127 ]         |
| 10.10.1944   | н. д.           | гора Zadní Gerlach | 24/24       | Врезался в гору. | [ 128 ]         |
| 13.11.1944   | н. д.           | Украинская ССР, район Станислава | 4/8         | Самовольный вылет. При попытке сесть столкнулся с деревьями и сгорел. Сложные метеоусловия. | [ 129 ]         |
| 19.11.1944   | Н311            | Архангельская область, Ненецкий национальный округ, посёлок Амдерма                                                                   | 0/5         | После взлёта отклонился от курса из-за неправильной работы левого двигателя. | [ 130 ]         |
| 25.11.1944   | Л4111           | Каспийское море, севернее Апшеронского полуострова                                                                                    | 7/7         | Выполнял учебное задание. Горящий самолёт разбился, причины неизвестны. | [ 131 ]         |
| 07.12.1944   | Л4161           | Украинская ССР, Винницкая область, Тепликский район, 1,5 км от села Орловка                                                           | 16/16       | Вынужденная посадка в тумане. | [ 132 ]         |
| 01.04.1945   | Л4038           | Украинская ССР, Житомирская область, район села Туровец                                                                               | 0/9         | Вынужденная посадка из-за пожара на правом двигателе. | [ 133 ]         |
| 19.04.1945   | Л3976           | гора Лысица, 20 км восточнее Кельце                                                                                                   | 11/13       | Разбился в горах. | [ 134 ]         |
| 03.05.1945   | н. д.           | Гливице | ?/?         | При приземлении столкнулся с 3-мя Ил-2. | [ 135 ]         |
| 14.01.1946   | Л4150           | Орловская область, Колпнянский район, село Нетрубеж                                                                                   | 22/22       | При полёте в облаках подвергся обледенению, после чего возникшие автоколебания хвостового оперения привели к отделению руля высоты. | [ 136 ]         |
| 27.01.1946   | Л4131           | Туркменская ССР, Чарджоуская область, район деревни Гур-Ильды (Герельде)                                                              | 0/?         | Командир корабля в нетрезвом состоянии вывел самолёт в пике. Во время выхода из пике самолёт задел винтами за землю, после чего взмыл до высоты 100 м. При этом левый мотор отказал совсем, а правый работал с большими перебоями на небольшой мощности. Самолёт, имея запас скорости, перетянул через реку и начал терять высоту. Боясь лобового удара, командир корабля и второй пилот развернули самолёт вправо и начали садиться на малой скорости. При подходе к земле левая плоскость крыла зацепилась за деревья. | [ 137 ]         |
| 20.02.1946   | Л4162           | Белорусская ССР, Минск | 0/5         | При взлёте врезался в разрушенное каменное строение. | [ 138 ]         |
| 26.02.1946   | н. д.           | Узбекская ССР, район аэропорта Андижан                                                                                                | 0/19        | Не взлетел из-за заблокированных рулей высоты. | [ 139 ]         |
| 22.03.1946   | н. д.           | Камчатская область, Чукотский национальный округ, 85 км от Анадыря                                                                    | ?/?         | Разбился в горах из-за ошибки экипажа. | [ 140 ]         |
| 28.05.1946   | Л4209           | Узбекская ССР, район аэропорта Нукус                                                                                                  | 0/?         | При уходе на второй круг отказал левый, а затем и правый двигатели. Экипаж не дотянул до аэропорта и самолёт ударился о насыпь. | [ 141 ]         |
| 30.07.1946   | Л4120           | Белорусская ССР, район аэропорта Минск                                                                                                | 0/?         | После взлёта началась утечка масла из левого двигателя и было принято решение выключить двигатель. Вынужденная посадка. | [ 142 ]         |
| 12.09.1946   | Л4067           | Узбекская ССР, район аэропорта Самарканд                                                                                              | 0/?         | При взлёте правый мотор отказал. Самолёт перескочил овраг и упал на пашню. Сгорел. | [ 143 ]         |
| 31.10.1946   | Л4278           | аэропорт Ташауз | 0/16        | Загорелся при посадке. | [ 144 ]         |
| 05.11.1946   | Л4181           | Московская область, район деревни Ямищево, Звенигородского района                                                                     | 5/5         | При посадке, в условиях плохой видимости, разбился. | [ 145 ]         |
| 05.11.1946   | Л4207           | аэропорт Внуково | 1/26        | При попытке сесть выработал топливо и разбился. | [ 146 ]         |
| 09.11.1946   | Л4145           | Башкирская АССР, Уфа | 6/7         | При заходе на посадку разбился на берегу реки из-за ошибки экипажа. | [ 147 ]         |
| 04.12.1946   | н. д.           | Мешхед | 24/24       | Самолёт вскоре после взлёта столкнулся с горой, подробности неизвестны. | [ 148 ]         |
| XX.XX.1947   | Л3418           | н. д. | 0/?         | Самолёт потерпел аварию. Подробности неизвестны. | [ 149 ]         |
| 07.02.1947   | Н394            | Северный Ледовитый океан, район аэропорта Мыс Шмидта                                                                                  | 0/?         | После взлёта отказали оба двигателя. | [ 150 ]         |
| 05.03.1947   | Л4155           | Грузинская ССР, Абхазская АССР, 4 км севернее аэропорта Сухуми                                                                        | 0/?         | При посадке столкнулся с горой из-за сложных метеоусловий. | [ 151 ]         |
| 16.06.1947   | Л4088           | Таджикская ССР, Ленинабадская область, посёлок Исфисор, район аэропорта Ленинабад                                                     | 3/7         | Самолёт был перегружен. Сразу после взлёта столкнулся со столбом телефонной линии. | [ 152 ]         |
| 21.06.1947   | Л4138           | Чёрное море, Каркинитский залив | 8/29        | Из-за отказа двигателя совершил вынужденную посадку на воду. | [ 153 ]         |
| 06.08.1947   | Л4017           | Азербайджанская ССР, район населённого пункта Северо-Восточный Банк                                                                   | 4/6         | После левого разворота самолёт потерял управление и перешёл в пике. | [ 154 ]         |
| 13.08.1947   | YR-TAV          | Бухарест | 3/8         | Разбился при посадке. Подробности неизвестны. | [ 155 ]         |
| 25.09.1947   | н. д.           | н. д. | 0/?         | Сел в тумане. | [ 156 ]         |
| 22.10.1947   | И770            | аэропорт Бугуруслан | 0/?         | После посадки выкатился за пределы ВПП и упал в овраг. | [ 157 ]         |
| 21.11.1947   | YR-TAI          | Плоужнице, Ломнице над Попелкой | 13/26       | Столкнулся с деревьями. | [ 158 ]         |
| 27.11.1947   | YU-BAD          | Черногория, гора Румия | 23/23       | Столкнулся с горой из-за сложных метеоусловий. | [ 159 ]         |
| 30.12.1947   | Л4214           | Челябинская область, 20 км севернее Златоуста                                                                                         | 6/6         | Столкнулся с вершиной горы Откликной Гребень Таганайского хребта. | [ 160 ]         |
| 19.01.1948   | Л4219           | Эстонская ССР, район аэропорта Таллин                                                                                                 | 0/?         | Самолёт не взлётел из-за ошибки экипажа. | [ 161 ]         |
| 21.02.1948   | Н427            | Красноярский край, 3 км от аэропорта Хатанга                                                                                          | 0/?         | Отказали оба двигателя. | [ 162 ]         |
| 07.03.1948   | Н444            | Тюменская область, Ямало-Ненецкий автономный округ, гора Нэтэм-Пэ                                                                     | 20/20       | Разбился в горах. | [ 163 ]         |
| 16.03.1948   | Н456            | аэропорт Воркута | 0/6         | Выполнял поисково-спасательную операцию. Сразу после взлёта разбился. | [ 164 ]         |
| 23.04.1948   | Л4437           | Хабаровский край, район аэропорта Хабаровск                                                                                           | 1/16        | При взлёте самолёт начал откланяться вправо. После взлёта самолёт разбился. | [ 165 ]         |
| 24.04.1948   | Л4460           | Иркутская область, близ Мамакана | 28/29       | Разбился в реке Витим из-за сложных метеоусловий. | [ 166 ]         |
| 09.05.1948   | Л4031           | аэропорт Ташкент | 0/?         | Не смог взлётеть. Столкнулся с деревьями и загорелся. | [ 167 ]         |
| 26.05.1948   | SP-LBC          | близ Поповице | 0/?         | Неизвестно. | [ 168 ]         |
| 04.09.1948   | Л4498           | Московская область, район аэропорта Быково                                                                                            | 6/24        | Несколько раз коснулся земли и загорелся. | [ 169 ]         |
| 16.09.1948   | Н464            | Баренцево море, между островами Варандей, Матвеев и мысом Медынский Заворот                                                           | 7/7         | Выполнял ледовую разведку. Из-за истощения топлива сел на воду. | [ 170 ]         |
| 24.09.1948   | Л4276           | Туркменская ССР, район аэропорта Ашхабад                                                                                              | 0/?         | При взлёте начало трясти из-за поломки левого шасси. При посадке разбился. | [ 171 ]         |
| 29.09.1948   | HA-LIG          | аэропорт Будаёрш | 0/2         | Экзаменационный полёт. При 3 посадке разбился. | [ 172 ]         |
| 30.09.1948   | Л4304           | Казахская ССР, Карагандинская область, район Коунрада, 39 км северо-западнее аэропорта Балхаш                                         | 15/15       | При посадке, из-за перегрузки, оторвалась правая плоскость самолёта. | [ 173 ]         |
| 12.10.1948   | Л4658           | Иркутская область, 25 км от деревни Паршино, Киренский район                                                                          | 4/4         | Отказали оба двигателя и сел в лес. | [ 174 ]         |
| 25.10.1948   | Л4500           | Краснодарский край, южнее станции Самурская                                                                                           | 18/18       | Разбился в горах, самолёт был перегружен. | [ 175 ]         |
| 01.11.1948   | Н494            | Красноярский край, 16 км восточнее аэропорта Мыс Косистый                                                                             | 6/6         | Вынужденная посадка из-за отказа правого двигателя. | [ 176 ]         |
| 10.11.1948   | н. д.           | остров Рисири | 0/1         | Угнан 22-летним авиамехаником. После приземления на японском острове Рисири, авиамеханик сдался американцам. | [ 177 ]         |
| 14.11.1948   | Н435            | аэропорт Мыс Косистый | 0/?         | При взлёте самолёт, не очищенный от слоя льда, покрывавшего плоскости и фюзеляж, не смог оторваться и при разбеге наскочил на бензиновые цистерны. | [ 178 ]         |
| 18.11.1948   | Л4275           | Таджикская ССР, 31 км западнее аэропорта Ленинабад                                                                                    | 4/5         | Столкнулся с горой из-за сложных метеоусловий. | [ 179 ]         |
| 22.11.1948   | Л4463           | Якутская АССР, река Колыма, близ посёлка Рыжово, Среднеколымский район                                                                | 23/26       | При посадке затонул. | [ 180 ]         |
| 21.12.1948   | Ж115            | Коми АССР, район горы Хордьюс | 19/19       | Во время полёта через перевал Полярного Урала в сложных метеоусловиях самолёт столкнулся со склоном горного массива. | [ 181 ]         |
| XX.XX.1949   | HA-LIE          | аэропорт Мюнхен-Рим | 0/?         | Экипаж бежал из страны. | [ 182 ]         |
| 09.01.1949   | Л4261           | Татарская АССР, близ аэропорта Казань                                                                                                 | 3/4         | После взлёта отказал левый двигатель из-за обледенения. | [ 183 ]         |
| 29.01.1949   | Л4491           | аэропорт Нижняя Пеша | 3/4         | Из-за сильного ветра и незакреплённого груза разбился сразу после взлёта. | [ 184 ]         |
| 12.03.1949   | Л4335           | Узбекская ССР, Сурхандарьинская область, близ населённого пункта Бахча                                                                | 11/11       | В сложных метеоусловиях разбился. | [ 185 ]         |
| 22.03.1949   | Л4191           | аэропорт Москва | 0/?         | После посадки врезался в снежный вал. | [ 186 ]         |
| 25.03.1949   | Л4287           | Ленинградская область, район аэропорта Ленинград                                                                                      | 0/?         | Вынужденная посадка. | [ 187 ]         |
| 29.04.1949   | Л4464           | Иркутская область, гора Окунь, 117 км восточнее Киренска                                                                              | 14/24       | Столкнулся с горой из-за ошибки экипажа. | [ 188 ]         |
| 13.06.1949   | Л4065           | аэропорт Казань | 0/?         | Сразу после взлёта коснулся земли. | [ 189 ]         |
| 01.08.1949   | Л4354           | Татарская АССР, близ Набережных Челнов                                                                                                | 2/8         | Отказал левый двигатель и упал в лес. | [ 190 ]         |
| 05.09.1949   | И772            | Татарская АССР, посёлок Сухая Река, город Казань                                                                                      | 0/12        | После взлёта отказал правый двигатель и врезался в дом. | [ 191 ]         |
| 16.09.1949   | н. д.           | аэропорт Стокгольм-Скавста | 0/20        | Самолёт был угнан в Швецию. | [ 192 ]         |
| 06.10.1949   | Л4545           | Ленинградская область, восточнее Ленинграда                                                                                           | 0/?         | Во время выхода из облачности самолёт перешёл в пике. Вынужденная посадка. | [ 193 ]         |
| 01.11.1949   | HA-LIK          | близ аэропорта Печ-Погань | 6/7         | Врезался в склон горы Якаб-Хедь. | [ 194 ]         |
| 16.11.1949   | Л4530           | аэропорт Москва | 0/15        | При посадке в тумане разбился. | [ 195 ]         |
| 25.12.1949   | Л4719           | Казахская ССР, Актюбинская область, район аэропорта Актюбинск                                                                         | 0/?         | Разбился при посадке | [ 196 ]         |
| 30.12.1949   | Л4704           | Свердловская область, 8,5 км юго-восточнее аэропорта Кольцово                                                                         | 3/6         | Разбился из-за ошибки экипажа. | [ 197 ]         |
| XX.XX.195X   | н. д.           | аэропорт Львов | ?/?         | В условиях плохой видимости задел крылом радиовышку аэропорта, упал рядом с ней и взорвался. | [ 4 ] [ 198 ]   |
| 05.01.1950   | 42 красный      | аэропорт Свердловск | 19/19       | При заходе на посадку разбился. На борту находился хоккейный клуб ВВС МВО. | [ 199 ]         |
| 16.01.1950   | н. д.           | Хабаровский край, хребет Пэкульней, 60 км севернее аэродрома Танюрер                                                                  | 9/9         | При полёте в облаках началось интенсивное обледенение самолёта, вследствие чего через 50 минут полёта левый мотор отказал. Не имея возможности продолжать горизонтальный полёт, самолёт начал терять высоту и при снижении столкнулся с сопкой. | [ 200 ]         |
| 27.02.1950   | И1002           | Башкирская АССР, район аэродрома Уфа                                                                                                  | 0/?         | При посадке произошёл взрыв, самолёт сгорел. | [ 201 ]         |
| 14.03.1950   | Л4385           | аэропорт Одесса | 0/?         | При посадке из-за сложных метеоусловий разбился. | [ 202 ]         |
| 29.03.1950   | SP-LBA          | н. д. | 0/?         | Неизвестно. | [ 203 ]         |
| 07.04.1950   | Л4411           | Украинская ССР, Киевская область, 28 км юго-восточнее Киева                                                                           | 0/19        | При посадке закончилось топливо. Вынужденная посадка. | [ 204 ]         |
| 19.06.1950   | И530            | Свердловская область, 10 км южнее Верхней Салды                                                                                       | 0/?         | После взлёта снизились обороты двигателей. Вынужденная посадка. | [ 205 ]         |
| 10.08.1950   | Г302            | н. д. | 0/?         | Разбился при посадке. | [ 206 ]         |
| 13.08.1950   | Х955            | Магаданская область, 18 км северо-восточнее посёлка Каньон, 72 км северо-западнее аэропорта посёлка Сеймчан                           | 5/5         | В сложных метеоусловиях выработал топливо и разбился. | [ 207 ]         |
| 05.10.1950   | Л4592           | Ростовская область, район аэропорта Ростов                                                                                            | 0/19        | При посадке в сложных метеоусловиях разбился. | [ 208 ]         |
| 16.10.1950   | Л4532           | Казахская ССР, Кустанайская область, 600 м от аэропорта Кустанай                                                                      | 0/5         | При посадке в сложных метеоусловий врезался в столб электролинии. | [ 209 ]         |
| 07.11.1950   | Н359            | полярная станция СП-2 | ?/?         | При взлёте ударился о ледяной бугор. | [ 210 ]         |
| 15.11.1950   | YR-TAA          | Фэгэраш | ?/?         | Неизвестно. | [ 211 ]         |
| 27.12.1950   | Л4003           | Южно-Казахстанская область, в районе хребта Каратау в 72 км северо-восточнее аэропорта Туркестан                                      | 8/8         | Столкнулся со склоном. | [ 212 ]         |
| XX.XX.1951   | Н462            | Красноярский край, Туруханский район, Игарка                                                                                          | 0/?         | Самолёт потерпел аварию. Подробности неизвестны. | [ 213 ]         |
| 09.01.1951   | Л4359           | Татарская АССР, близ аэропорта Казань                                                                                                 | 6/6         | При посадке столкнулся с радиомачтой. | [ 214 ]         |
| 28.01.1951   | Л4715           | Казахская ССР, район аэропорта Кустанай                                                                                               | 0/?         | Разбился при посадке. | [ 215 ]         |
| 01.02.1951   | н. д.           | Хабаровский край, близ Советской Гавани                                                                                               | 2/6         | Врезался в сопку из-за ошибка экипажа. | [ 216 ]         |
| 09.02.1951   | Л4821           | аэропорт Ташкент | 0/4         | Тренировочный полёт. При взлёте были заблокированы рули высоты и триммер. | [ 217 ]         |
| 25.03.1951   | Л4790           | Иркутская область, 30 км восточнее аэропорта Иркутск                                                                                  | 12/13       | В условиях сильной болтанки загорелся правый двигатель. | [ 218 ]         |
| 25.03.1951   | Л4477           | Тюменская область, Ямало-Ненецкий автономный округ, район аэропорта Салехард                                                          | 0/?         | При заходе на посадку в условиях ограниченной видимости преждевременно снизился до недопустимо малой высоты. Самолёт ударился выпущенными шасси о землю и получил повреждения. | [ 219 ]         |
| 28.03.1951   | Л4198           | Латвийская ССР, район аэропорта Рига                                                                                                  | 0/?         | При заходе на посадку в условиях дождя, резко ухудшившего видимость, экипаж допустил преждевременное снижение на недопустимо малую высоту. Самолёт при подходе к аэродрому ударился шасси о берег реки и потерпел аварию. | [ 220 ]         |
| 08.04.1951   | Л4467           | Иркутская область, 18 км северо-западнее аэропорта Мама                                                                               | 8/8         | Разбился в условиях обледенения. | [ 221 ]         |
| 12.08.1951   | Л4314           | аэропорт Вилюйск | 2/16        | При полёте отказал левый двигатель, было принято решение уйти на второй круг из-за неполного выпуска шасси. Разбился во время 2 захода. | [ 222 ]         |
| 23.08.1951   | Л1271           | Чувашская АССР, район Канаша | 0/?         | Не смог сесть в аэропорту Горький и было принято решение лететь в Казань. Сел в поле. | [ 223 ]         |
| 10.09.1951   | Ф358            | Украинская ССР, Киевская область | 0/?         | Выполнял учебный полёт. В полёте отказали оба двигателя и самолёт сел в болото. | [ 224 ]         |
| 01.10.1951   | Л4775           | Красноярский край, 25 км севернее посёлка Серково                                                                                     | 6/15        | Столкнулся с деревьями. | [ 225 ]         |
| 11.10.1951   | Л4416           | Свердловская область, 18 км южнее город Богданович                                                                                    | 1/10        | Отклонился от курса из-за обледенения, при посадке разбился. | [ 226 ]         |
| 13.10.1951   | 20              | Хабаровский край, Амурский район, гора Маглой                                                                                         | 5/6         | Разбился по неизвестной причине. | [ 227 ]         |
| 22.10.1951   | Н547            | аэропорт Хатанга | 0/0         | Во время заправки один из баков взорвался. | [ 228 ]         |
| 30.10.1951   | Л4548           | Архангельская область, район Архангельска                                                                                             | 0/?         | При посадке отказали оба двигателя. Сел на реку Северная Двина. Частично затонул. | [ 229 ]         |
| XX.11.1951   | SP-LBE          | н. д. | ?/?         | Неизвестно. | [ 230 ]         |
| 09.11.1951   | Л4453           | Московская область, район аэропорта Внуково                                                                                           | 0/?         | При посадке столкнулся с деревьями. | [ 231 ]         |
| 15.11.1951   | SP-LKA          | 16 км к Юго-Востоку от аэропорта Лодзь                                                                                                | 16/16       | После взлёта разбился из-за проблемы с двигателем. | [ 232 ]         |
| 30.11.1951   | н. д.           | Украинская ССР, Киевская область, 50 км восточнее Киева                                                                               | 0/?         | Произошла утечка масла из правого двигателя и самолёт сел в лес. | [ 233 ]         |
| 27.12.1951   | Л4228           | Якутская АССР, близ Намцов | 20/20       | Отказали оба двигателя и экипаж попытался сесть на реку Тарас. | [ 234 ]         |
| 09.01.1952   | Л4315           | Сталинградская область, близ аэропорта Сталинград                                                                                     | 3/4         | При посадке потерял скорость и разбился. | [ 235 ]         |
| 06.02.1952   | И792            | Хабаровский край, Хабаровск | 0/?         | Неизвестно. | [ 236 ]         |
| 21.04.1952   | И1008           | Грузинская ССР, Кутаисская область, Маяковский район, гора Дабарцхнели                                                                | 5/5         | Настроился на ошибочный пеленг и разбился в горах. | [ 237 ]         |
| 26.04.1952   | н. д.           | аэродром Сууркюль | 0/4         | При взлёте самолёт не был осмотрен. При посадке на аэродром вылета разбился. | [ 238 ]         |
| 03.05.1952   | Л4602           | Якутская АССР, 95 км северо-западнее аэропорта Хандыги                                                                                | 4/4         | Столкнулся с горой. | [ 239 ]         |
| 19.05.1952   | SP-LBD          | около Совина | 0/?         | Неизвестно. | [ 240 ]         |
| 19.07.1952   | Л4197           | аэропорт Рига | 4/4         | Выполнял тренировочный полёт. При посадке отказали оба двигателя и разбился. | [ 241 ]         |
| 22.08.1952   | 210             | Апацапуста | ?/?         | Разбился из-за неправильной настройки триммера на полёте с одним двигателем ночью. | [ 242 ]         |
| 07.09.1952   | SP-LAO          | н. д. | ?/?         | Неизвестно. | [ 243 ]         |
| 28.09.1952   | Л4673           | Кемеровская область, Тисульский район, близ Белогорска                                                                                | 7/7         | При сильном обледенении столкнулся с деревьями. | [ 244 ]         |
| 02.10.1952   | HA-LIL          | аэропорт Ньиредьхаза | 3/?         | После посадки врезался в здание. | [ 245 ]         |
| 22.10.1952   | Л4875           | Куйбышевская область, район аэропорта Куйбышев                                                                                        | 0/12        | При посадке столкнулся с проводами ЛЭП. | [ 246 ]         |
| 14.11.1952   | Х1011           | аэропорт Черский | 0/?         | Сразу после взлёта разбился. | [ 247 ]         |
| 22.11.1952   | LZ-TUE          | Софийская область, Етрополе, гора Вежен                                                                                               | 30/30       | Врезался в вершину. | [ 248 ]         |
| 04.12.1952   | Л4661           | Красноярский край, 25 км южнее Енисейска                                                                                              | 3/19        | После взлёта отказал левый двигатель и самолёт сел в лес. | [ 249 ]         |
| 12.12.1952   | 306             | Яс-Надькун-Сольнок, Кунмадараш | 0/?         | Грубая посадка при боковом ветре. | [ 250 ]         |
| 15.12.1952   | Л4551           | аэропорт Свердловск | 0/6         | Выполнял тренировочный полёт. Попытка сесть на закрытый аэропорт. | [ 251 ]         |
| 21.01.1953   | Л4666           | Иркутск | 0/5         | Разбился из-за отказа левого двигателя и ошибки экипажа. | [ 252 ]         |
| 23.01.1953   | Ж125            | Якутская АССР, близ аэропорта Батагай                                                                                                 | 0/5         | Разбился после взлёта. | [ 253 ]         |
| 23.01.1953   | Л4582           | Татарская АССР, 3 км юго-западнее аэропорта Казань                                                                                    | 5/5         | Столкновение в воздухе с Ил-12 из-за ошибок авиадиспетчера. | [ 254 ]         |
| 04.02.1953   | СКОГА-13        | аэропорт Пекин | 0/?         | Разбился при попытке сесть. | [ 255 ]         |
| 09.02.1953   | Л4513           | аэропорт Киренск | 0/?         | Сразу после взлёте упал на бензосклад. | [ 256 ]         |
| 04.03.1953   | Л4371           | аэропорт Ашхабад | 0/?         | Сразу после взлёта разбился. ВПП размокло. | [ 257 ]         |
| 11.05.1953   | Н461            | Красноярский край, Таймырский национальный округ, 227 км южнее аэропорта Хатанга                                                      | 0/?         | Отказал правый двигатель. | [ 258 ]         |
| 24.05.1953   | Л4863           | аэропорт Надежда | 0/?         | Выкатился за ВПП. | [ 259 ]         |
| 27.05.1953   | Л4534           | Кемеровская область, у посёлка Барзас                                                                                                 | 20/20       | Столкнулись в воздухе из-за ошибок экипажей и неверного задания на полёт борту А4031. | [ 260 ]         |
| 27.05.1953   | А4031           | Кемеровская область, у посёлка Барзас                                                                                                 | 7/7         | Столкнулись в воздухе из-за ошибок экипажей и неверного задания на полёт борту А4031. | [ 261 ]         |
| 06.07.1953   | Л4027           | Таджикская ССР, 15 км северо-западнее Рушана                                                                                          | 7/7         | Столкнулся со склоном. | [ 262 ]         |
| 20.07.1953   | Х1014           | Якутская АССР, близ посёлка Зырянка                                                                                                   | 0/16        | Вынужденная посадка из-за отказа левого двигателя. | [ 263 ]         |
| 13.08.1953   | Л4393           | аэропорт Москва | 0/0         | Самолёт ТС-62 Л1034 при посадке врезался в стоящий Ли-2 Л4393. | [ 264 ]         |
| 22.08.1953   | Л4157           | аэропорт Москва | 0/1         | Самовольный вылет. Сразу после взлёта разиблся. | [ 265 ]         |
| 21.10.1953   | Л4890           | Ставропольский край, близ аэропорта Минеральные Воды                                                                                  | 1/8         | В условиях снегопада столкнулся с сараем. | [ 266 ]         |
| 31.10.1953   | Л4732           | Украинская ССР, посёлка Жихорь, около аэропорта Харькова                                                                              | 15/16       | При заходе на посадку разбился. На борту находился Н. Н. Чаплыгин. | [ 267 ] [ 268 ] |
| 31.12.1953   | Л4061           | Украинская ССР, Киевская область, район аэропорта Киев                                                                                | 0/?         | При посадке отказали оба двигателя. | [ 269 ]         |
| 08.01.1954   | н. д.           | аэропорт Таллин | 1/?         | Попытка захвата самолёта. | [ 270 ]         |
| 27.01.1954   | Л4105           | Армянская ССР, гора Кара-Даг, 12 км западнее Цахкашена                                                                                | 6/6         | Столкнулся с горой. | [ 271 ]         |
| 27.02.1954   | Л4748           | Астраханская область, Енотаевский район, 25 км западнее населённого пункта Енотаевка                                                  | 0/?         | В полёте начался пожар и самолёт совершил вынужденную посадку. | [ 272 ]         |
| 19.03.1954   | SP-LAH          | близ Грушовеца | 1/?         | Отклонился от курса и столкнулся со склоном Цвилин. | [ 273 ]         |
| 23.06.1954   | И403            | Свердловская область, Верхняя Салда                                                                                                   | 4/7         | Сразу после взлёта отказали оба двигателя. Экипаж находился в состоянии алкогольного опьянения. | [ 274 ]         |
| 26.08.1954   | Л4679           | Сахалинская область, близ аэродрома Корсаков и горы Комиссарская, 13,5 км Юго-Восточнее Южно-Сахалинска                               | 26/27       | Врезался в деревья из-за ошибки экипажа и авиадиспетчера. | [ 275 ]         |
| 12.11.1954   | Л4519           | аэропорт Свердловск | 6/15        | Ошибка экипажа при выполнении взлёта. | [ 276 ]         |
| 07.12.1954   | И1015           | аэропорт Свердловск | 0/5         | Сразу после взлёта разбился. | [ 277 ]         |
| 23.12.1954   | HA-LIF          | близ Польна | 0/33        | Вынужденные посадки из-за обледенения. | [ 278 ]         |
| 23.12.1954   | HA-LII          | близ Братронова | 0/19        | Вынужденные посадки из-за обледенения. | [ 279 ]         |
| XX.XX.1955   | Л4779           | н. д. | 0/?         | Неизвестно. | [ 280 ]         |
| 13.01.1955   | Л5000           | Московская область, посёлок Удельная                                                                                                  | 5/5         | Сразу после взлёта отказал правый двигатель и врезался в дом. | [ 281 ]         |
| 23.01.1955   | Л4510           | Украинская ССР, Киевская область, близ села Липовец, Кагарлыкский район                                                               | 3/13        | Самолёт загорелся от горящей папиросы и сел в поле. Был неправильно переоборудован. | [ 282 ]         |
| 27.01.1955   | Л5009           | аэропорт Ленинград | 0/?         | Выполнял тренировочные полёты. При рулении для взлёта загорелся правый двигатель. | [ 283 ]         |
| 28.01.1955   | И1017           | аэропорт Курган | 1/5         | Сразу после взлёта разбился. | [ 284 ]         |
| 02.04.1955   | Н497            | Северный Ледовитый океан, в районе мыса Желания (Новая Земля)                                                                         | 0/10        | После посадки провалился под лёд. | [ 285 ]         |
| 14.04.1955   | SP-LAE          | Катовице | 0/15        | Неизвестно. | [ 286 ]         |
| 08.05.1955   | Л4098           | Украинская ССР, Днепропетровская область, 9 км западнее аэропорта Днепропетровск                                                      | 4/4         | Разрушение крыла из-за усталости металла, которая в свою очередь возникла, главным образом, из-за неправильного ремонта. | [ 287 ]         |
| 26.05.1955   | Н535            | Арктика, центральная часть Восточно-Сибирского моря                                                                                   | 0/10        | После посадки разбился о ледяной торос. | [ 288 ]         |
| 16.08.1955   | Н459            | аэропорт Амдерма | 0/?         | Сразу после взлёта разбился. | [ 289 ]         |
| 02.09.1955   | Л4392           | Туркменская ССР, Ашхабадская область, 2 км от посадочной площадки Дамлы                                                               | 0/4         | В полёте отказал левый двигатель и самолёт совершил вынужденную посадку. | [ 290 ]         |
| 28.09.1955   | Л4712           | Новгородская область, Боровичский район, близ деревни Озерёво                                                                         | 7/19        | После взлёта произошла утечка масла из правого двигателя и экипаж решил лететь на аэродром Выползово. При подлёте разбился. | [ 291 ]         |
| 09.10.1955   | Л4883           | Московская область, 20 км северо-восточнее Егорьевска                                                                                 | 0/10        | После взлёта отказали оба двигателя и самолёт сел в лес. | [ 292 ]         |
| 09.12.1955   | Л4993           | Хабаровский край, гора Тордоки-Яни | 21/21       | Столкнулся с горой. | [ 293 ]         |
| 09.12.1955   | Л4339           | Тюменская область, 10 км западнее станции Омутинская Омской железной дороги                                                           | 7/9         | Вынужденная посадка из-за истощения топлива. | [ 294 ]         |
| 21.12.1955   | Л4981           | Алма-Атинская область, пустыня Сарыесик-Атырау, 105 км от Балхаша                                                                     | 2/5         | Отказ гироприборов из-за неправильного техобслуживания. | [ 295 ]         |
| XX.XX.1956   | 24              | н. д. | 0/?         | Неизвестно. | [ 296 ]         |
| 07.03.1956   | 71289           | н. д. | ?/?         | При взлёте попал в аварию. | [ 297 ]         |
| 23.05.1956   | Н528            | аэропорт Угольная | 0/?         | После посадки провалился. | [ 298 ]         |
| 04.07.1956   | Л4869           | аэропорт Воронеж | 0/?         | При рулении, под правым крылом, взорвалась противотанковая мина ТМ-35. | [ 299 ]         |
| 13.07.1956   | HA-LIG          | аэропорт Ингольштадт Манчинг | 0/20        | Был угнан в Западную Германию. | [ 300 ]         |
| 11.09.1956   | Н584            | аэропорт Череповец | 4/5         | Выполнял тренировочные полёты. При посадке столкнулся с деревьями. | [ 301 ]         |
| 13.10.1956   | HA-LID          | Ваш, Сомбатхей | 1/19        | Попытка угона на запад. | [ 302 ]         |
| 02.11.1956   | Л4872           | Свердловская область, близ аэропорта Свердловск-Кольцово                                                                              | 2/5         | Ошибка экипажа при выполнении посадки. | [ 303 ]         |
| 09.12.1956   | Л5033           | Чукотский автономный округ, гора Иоанна, Золотой хребет, 35 км севернее Анадыря                                                       | 12/12       | Столкнулся с горой из-за ошибки экипажа. | [ 304 ]         |
| 20.01.1957   | Л4591           | аэропорт Бухара | 0/?         | После посадки врезался о бруствер. | [ 305 ]         |
| 28.01.1957   | Л4196           | Горьковская область, 45 км юго-западнее аэропорта Горький                                                                             | 0/3         | В полёте отказал правый двигатель. | [ 306 ]         |
| 15.02.1957   | Л4407           | Тюменская область, Ямало-Ненецкий автономный округ, между озерами Яррото 1-е и Яррото 2-е, 100 км юго-западнее аэропорта Мыс Каменный | 0/4         | Самолёт был перегружен. После взлёта перешёл в кабрирование, груз сместился из-за чего разбился. | [ 307 ]         |
| 29.03.1957   | Л4967           | близ Ульяновска | 4/4         | Разрушился в воздухе из-за перегрузки. | [ 308 ]         |
| 12.05.1957   | Л3911           | аэропорт Туруханск | 0/3         | Сразу после взлёта отказали оба двигателя и самолёт совершил вынужденную посадку. | [ 309 ]         |
| 08.06.1957   | Л5003           | аэропорт Красноярск | 0/0         | Экипаж борта Л4333 выехал на грунт и врезался в стоящий борт Л5003. | [ 310 ]         |
| 08.06.1957   | Л4333           | аэропорт Красноярск | 0/?         | Экипаж борта Л4333 выехал на грунт и врезался в стоящий борт Л5003. |                 |
| 09.06.1957   | HA-LIM          | Международный аэропорт имени Ференца Листа                                                                                            | 0/?         | После взлёта появились проблемы с двигателем и экипаж решил лететь назад. До ВПП упал воронку от бомбы. | [ 311 ]         |
| 03.07.1957   | Л4825           | Ставропольский край, гора Стрижамент, 30 км южнее Ставрополя                                                                          | 8/15        | После взлёта столкнулся с деревьями. | [ 312 ]         |
| 23.07.1957   | Л4466           | аэропорт Иркутск | 0/24        | Сразу после взлёта разбился из-за невнимательности экипажа. | [ 313 ]         |
| 16.09.1957   | Л4672           | аэропорт Курун-Урях | 0/?         | Самолёт, не отрываясь от земли, пробежал всю ВПП, в её конце оторвался на малой скорости и приземлился за пределами ВПП. | [ 314 ]         |
| 13.01.1958   | Л4373           | Эстонская ССР, район аэропорта Кингисепп, остров Сааремаа                                                                             | 0/?         | Приземлился левее ВПП и врезался в бугор. | [ 315 ]         |
| 19.01.1958   | Л4343           | Туркменская ССР, Ашхабадская область, 2,5 км от аэропорта Серный Завод                                                                | 0/?         | При посадке отказали оба двигателя и самолёт совершил вынужденную посадку. | [ 316 ]         |
| 21.01.1958   | Л4504           | аэропорт Кишинёв | 0/0         | На месте стоянки получил значительные повреждения ураганным ветром. | [ 317 ]         |
| XX.02.1958   | Н496            | станция Мирный | 0/?         | При взлёте разбился. | [ 318 ]         |
| XX.02.1958   | Н501            | станция Мирный | 0/?         | Вынужденная посадка из-за отказа двигателей | [ 319 ]         |
| 16.02.1958   | Н502            | станция Мирный | ?/?         | При рулёжке застрял. | [ 320 ]         |
| 29.05.1958   | Л4919           | аэропорт Сталинабад | 0/?         | При посадке возник пожар в левом двигателе. | [ 321 ]         |
| 05.06.1958   | Л4662           | Саратовская область, Краснокутский район, район аэродрома Комсомольское                                                               | 0/?         | Выполнял тренировочный полёт. После взлёта отказал левый двигатель. При уходе на 2 круг разбился. | [ 322 ]         |
| 12.07.1958   | 54809           | аэропорт Джусалы | 0/?         | После посадки разрушилась амортстойка шасси. | [ 323 ]         |
| 10.10.1958   | 84733           | Куйбышевская область, посёлок Смышляевка                                                                                              | 4/5         | Выполнял тренировочные полёты. При посадке врезался в дом. | [ 324 ]         |
| 16.10.1958   | 65708           | Хабаровский край, Район имени Лазо, район устья реки Яа, 86 км юго-восточнее населённого пункта Сукпай                                | 0/?         | Выполнял аэрофотосъёмку. Загорелся левый двигатель и самолёт сел в болото. | [ 325 ]         |
| 02.11.1958   | 84624           | Удмуртская АССР, 1,5 км северо-западнее Грахово                                                                                       | 4/4         | В полёте самолёт загорелся и совершил вынужденную посадку. При приземлении взорвался. | [ 326 ]         |
| 19.11.1958   | Л4730           | аэропорт Куйбышев | 0/?         | Самолёт не смог взлётеть и выкатился за ВПП. | [ 327 ]         |
| 09.12.1958   | Л4577           | Туркменская ССР, район аэропорта Ашхабад                                                                                              | 0/?         | При взлёте отказали оба двигателя и совершил вынужденную посадку. | [ 328 ]         |
| 10.12.1958   | Л4834           | аэропорт Подкаменная Тунгуска | 0/13        | Посадка при полном обледенении самолёта. | [ 329 ]         |
| 21.01.1959   | 54851           | Красноярский край, Туруханский район, 3 км севернее аэропорта Туруханск                                                               | 0/3         | При посадке отказали оба двигателя и самолёт упал в лес. | [ 330 ]         |
| 27.01.1959   | Н492            | аэропорт Усть-Кара | 0/?         | Разбился при посадке. | [ 331 ]         |
| 04.02.1959   | 16192           | Магаданская область, 30 км западнее Северо-Эвенска                                                                                    | 0/6         | Во время снижения столкнулся с сопкой. | [ 332 ]         |
| 06.02.1959   | Л4572           | Туркменская ССР, Ашхабадская область, район аэропорта Серный Завод                                                                    | 0/3         | Сразу после взлёта разбился. ВПП размокло. | [ 333 ]         |
| 28.02.1959   | Л4811           | Пензенская область, район аэропорта Пенза                                                                                             | 0/5         | При посадке врезался в столб высоковольтной линии. | [ 334 ]         |
| 24.04.1959   | 84595           | Новосибирская область, 9 км северо-восточнее станции Бердск                                                                           | 5/8         | В полёте отказал правый двигатель и самолёт разбился. | [ 335 ]         |
| 29.04.1959   | 04209           | Северный Ледовитый океан | 0/?         | При взлёте ударился о торос. | [ 336 ]         |
| 06.05.1959   | н. д.           | Башкирская АССР, Бакалинский район, село Камаево                                                                                      | 5/5         | Причина не установлена. | [ 337 ]         |
| 21.05.1959   | 16215           | аэропорт Воронеж | 0/4         | Сразу после взлёта разбился. | [ 338 ]         |
| 23.05.1959   | Н529            | Камчатская область, Чукотский национальный округ, площадка Билибино                                                                   | 0/?         | Разбился при посадке. | [ 339 ]         |
| 18.06.1959   | 84627           | аэропорт Депутатский | 0/?         | Самолёт получил разрушение силовых элементов центроплана. | [ 340 ]         |
| 10.08.1959   | 54795           | Хабаровский край, район реки Коврик                                                                                                   | 9/9         | Во время сброса столкнулся с деревьями. | [ 341 ]         |
| 10.08.1959   | 04242           | Магаданская область, Чукотский автономный округ, мыс Шелагский                                                                        | 7/10        | Выполнял аэрофотосъёмку. Врезался в склон из-за ошибки экипажа. | [ 342 ]         |
| 29.08.1959   | 84598           | Амурская область, Магдагачинский район, район аэропорта Магдагачи                                                                     | 0/11        | Сразу после взлёта столкнулся со складом. | [ 343 ]         |
| 02.10.1959   | 84448           | Камчатская область, гора Ааг, 42 км севернее аэропорта Петропавловск-Камчатский                                                       | 4/4         | Столкнулся с горой. | [ 344 ]         |
| 27.10.1959   | 84746           | Казахская ССР, близ аэропорта Караганда                                                                                               | 1/29        | При посадке столкнулся с землёй в тумане. | [ 345 ]         |
| 12.11.1959   | 04229           | Красноярский край, район аэропорта Усть-Тарея                                                                                         | 0/?         | При заходе на посадку в сложных метеоусловиях самолёт столкнулся с землёй. | [ 346 ]         |
| 19.11.1959   | 84633           | н. д. | 0/?         | Разрушения силовых элементов конструкции. | [ 347 ]         |
| 17.12.1959   | 84587           | близ Вильнюса | 1/9         | Разбился после взлёта из-за ошибки экипажа. | [ 348 ]         |
| 15.01.1960   | 19405           | Свердловская область, близ разъезда Дидино                                                                                            | 1/4         | В полёте отказал правый двигатель. | [ 349 ]         |
| 24.04.1960   | 16177           | аэропорт Нюрба | 0/?         | Из-за перегруза самолёт сразу после взлёта разбился. | [ 350 ]         |
| 05.05.1960   | 84609           | Хабаровский край, Аяно-Майский район, хребет Джугджур, близ посёлка Энкэн                                                             | 5/5         | В полёте отказал двигатель и самолёт сел в лес. | [ 351 ]         |
| 21.07.1960   | 65705           | аэропорт Чита | 0/?         | Сразу после взлёта столкнулся с раиопеленгатором. | [ 352 ]         |
| 06.08.1960   | 71272           | аэропорт Актюбинск | 0/?         | Сразу после взлёта разбился. | [ 353 ]         |
| 25.08.1960   | SP-LAL          | близ Тчева | 6/?         | Выполнял обзорный полёт на наводнение реки Висла. Разбился. | [ 354 ]         |
| 29.08.1960   | 84629           | аэропорт Шахтерск | 0/?         | Самолёт получил разрушение силовых элементов конструкции | [ 355 ]         |
| 08.10.1960   | YR-TAX          | Mironeasa-Iassy | ?/?         | Неизвестно. | [ 356 ]         |
| 11.11.1960   | 84748           | аэропорт Зырянка | 5/6         | Сразу после взлёта разбился. | [ 357 ]         |
| 20.11.1960   | 51143           | аэропорт Воркута | 0/?         | Неизвестно. | [ 358 ]         |
| 05.01.1961   | 84635           | Еврейская автономная область, Смидовичский район, район станции Аур                                                                   | 0/4         | В полёте загорелся левый двигатель. Вынужденная посадка. | [ 359 ]         |
| 17.01.1961   | 84694           | Сталинградская область, Дубовский район, близ села Первое Мая                                                                         | 5/5         | Столкнулся с землёй. | [ 360 ]         |
| 15.02.1961   | 71232           | Архангельская область, Мезенский район, район аэропорта Мезень                                                                        | 0/4         | Сел на непригодную местность. | [ 361 ]         |
| 23.02.1961   | 84634           | Камчатская область, Корякский национальный округ, район Оссоры, Карагинский район                                                     | 0/?         | После взлёта отказали оба двигателя. | [ 362 ]         |
| 17.03.1961   | 54783           | Башкирская АССР, Уфа | 2/4         | Сразу после взлёта из-за недосмотра экипажем, техобслуживания и службой УВД разбился. | [ 363 ]         |
| 08.05.1961   | 04226           | центральная часть Северного Ледовитого океана                                                                                         | 0/10        | При заруливании после посадки самолёт провалился лыжным шасси под лёд и плоскостями лёг на заснеженную поверхность ровного ледяного поля. | [ 364 ]         |
| 13.07.1961   | 51127           | аэропорт Нижняя Пеша | 0/4         | Выкатился с ВПП и попал в канаву. | [ 365 ]         |
| 08.09.1961   | 04208           | н. д. | 0/?         | Самолёт сорван с якорного крепления штормовым ветром, разрушен и затонул. | [ 366 ]         |
| 22.09.1961   | 16154           | Якутская АССР, 95 км западнее Оймякона                                                                                                | 6/6         | Столкнулся с горой. | [ 367 ]         |
| 28.09.1961   | 63857           | аэропорт Якутск | 0/?         | Экипаж борта 71199 при посадке отконтролили хвостовое колесо и самолёт начал мчатся к стоянкам. Столкнулся с бортами 63831 и 63857, готовявшийся к полёту. | [ 368 ]         |
| 28.09.1961   | 71199           | аэропорт Якутск | 0/?         | Экипаж борта 71199 при посадке отконтролили хвостовое колесо и самолёт начал мчатся к стоянкам. Столкнулся с бортами 63831 и 63857, готовявшийся к полёту. |                 |
| 28.09.1961   | 63831           | аэропорт Якутск | 0/0         | Экипаж борта 71199 при посадке отконтролили хвостовое колесо и самолёт начал мчатся к стоянкам. Столкнулся с бортами 63831 и 63857, готовявшийся к полёту. |                 |
| 29.09.1961   | 63821           | аэропорт Свердловск | 0/5         | Сразу после взлёта разбился. Неправильный взлёт. | [ 369 ]         |
| 04.10.1961   | 54999           | аэропорт Соврудник | 0/18        | Сразу после взлёта разбился. Неправильный взлёт. | [ 370 ]         |
| 06.12.1961   | 84574           | Якутская АССР, район аэропорта Якутск                                                                                                 | 0/5         | Сразу после взлёта упал рядом с озером. | [ 371 ]         |
| 25.12.1961   | 54895           | н. д. | 0/?         | Неизвестно | [ 372 ]         |
| 25.12.1961   | 51135           | н. д. | 0/?         | Неизвестно | [ 373 ]         |
| 29.12.1961   | н. д.           | Челябинская область, близ аэродрома Челябинск-Шагол                                                                                   | 3/?         | Отказ двигателей вследствие их обледенения. Самолёт столкнулся с землёй между дальним и ближним приводами и разрушился, не дотянув до ВПП. | [ 337 ] [ 374 ] |
| 16.02.1962   | 84575           | Казахская ССР, район аэропорта Чимкент                                                                                                | 0/?         | Сразу после взлёта разбился. ВПП размокло. | [ 375 ]         |
| 22.02.1962   | 02              | Фонсаван | 4/6         | Самолёт и экипаж 338 втап выполняли полёты с территории Северного Вьетнама для доставки грузов движению Патет-Лао. Был раскрашен в цвета ВВС Лаоса. На 151-м вылете обстрелян с земли и повреждён. Сумел дотянуть до аэродрома, но при посадке разбился. | [ 376 ]         |
| 09.03.1962   | 84717           | Казахская ССР, Актюбинская область, мыс Байгубекмурын                                                                                 | 3/10        | Разбился на берегу Аральского моря во время выполнения авиаработ. | [ 377 ]         |
| 30.03.1962   | 84685           | Иркутская область, город Киренск | 0/?         | После взлёта открылась грузовая дверь. Самолёт столкнулся с телеграфным столбом. | [ 378 ]         |
| 26.04.1962   | 71221           | аэропорт Баку | 0/?         | Самолёт получил повреждения левой и правой отъёмной части крыла в результате отказа тормозов и столкновения с препятствием. | [ 379 ]         |
| 24.05.1962   | 54997           | Горьковская область, 7 км юго-восточнее аэропорта Горький                                                                             | 20/21       | В полёте отказал левый двигатель. | [ 380 ]         |
| 07.08.1962   | 63823           | аэропорт Амбролаури | 0/?         | При посадке врезался в виноградник. | [ 381 ]         |
| 23.10.1962   | 54951           | Камчатская область, Корякский национальный округ, мыс Валакыл, Олюторский район                                                       | 0/25        | Вынужденная посадка из-за отказа двигателя. | [ 382 ]         |
| 01.11.1962   | 54970           | Красноярский край, 19 км южнее села Рыбное, Балахтинский район                                                                        | 9/9         | Столкнулся с горой. | [ 383 ]         |
| 17.12.1962   | 71259           | Архангельская область, район аэропорта Архангельск                                                                                    | 0/19        | При посадке столкнулся с землёй. | [ 384 ]         |
| 18.12.1962   | 84603           | Якутская АССР, 25 км от аэропорта Олёкминска                                                                                          | 4/4         | При заходе на посадку врезался в деревья из-за ошибки экипажа и служб УВД. | [ 385 ]         |
| XX.XX.1963   | 2210            | Моравия, село Градчаны | ?/?         | Повреждён без ремонта. | [ 386 ] [ 387 ] |
| 14.01.1963   | 71186           | аэропорт Тазовский | 12/25       | Сразу после взлёта разбился. | [ 388 ]         |
| 27.01.1963   | 16194           | Магаданская область, гора Туоннях, 53 км западнее-северо-западнее аэропорта Сеймчан                                                   | 4/4         | Столкнулся с горой. | [ 389 ]         |
| 01.02.1963   | 71229           | Украинская ССР, близ Кировограда | 4/11        | Разбился при посадке. | [ 390 ]         |
| 01.04.1963   | 63825           | Украинская ССР, Донецкая область, близ аэропорта Донецк                                                                               | 1/5         | При посадке зацепил за деревья. | [ 391 ]         |
| 16.08.1963   | 65680           | аэропорт Кишинёв | 0/0         | Штормовым ветром сорваны с мест стоянки 6 Ли-2, которые порывами ветра отброшены на стоявшие вблизи Ан-10 и Ил-14. В результате всего было повреждено 11 самолётов. | [ 392 ]         |
| 16.08.1963   | 54920           | аэропорт Кишинёв | 0/0         | Штормовым ветром сорваны с мест стоянки 6 Ли-2, которые порывами ветра отброшены на стоявшие вблизи Ан-10 и Ил-14. В результате всего было повреждено 11 самолётов. | [ 393 ]         |
| 23.08.1963   | 54989           | Камчатская область, Алеутский район, Никольское, остров Беринга, Командорские острова                                                 | 0/?         | Самолёт приземлился на грунт с недолётом 80 м до ВПП и получил повреждения. | [ 394 ]         |
| 31.08.1963   | 65706           | Костромская область, 10 км восточнее Шарьи                                                                                            | 1/8         | Отказ левого двигателя из-за конструктивного недостатка. Упал в лес и разрушился. | [ 395 ]         |
| 18.09.1963   | 84675           | аэропорт Мирный | 0/?         | При взлёте развернулся и столкнулся с автокраном. | [ 396 ]         |
| 23.10.1963   | 16172           | аэропорт Челябинск | 0/?         | Сразу после взлёта разбился. | [ 397 ]         |
| 15.11.1963   | 16139           | Ставропольский край, 10 км севернее села Изобильное                                                                                   | 6/6         | В сложных метеоусловиях разбился. | [ 398 ]         |
| 03.12.1963   | 16202           | аэропорт Певек | 0/6         | Сразу после взлёта разбился. | [ 399 ]         |
| 16.12.1963   | SP-LBG          | Варшавский аэропорт имени Фридерика Шопена                                                                                            | 0/14        | Разбился при посадке в тумане. | [ 400 ]         |
| 16.12.1963   | 16181           | Томская область, Бакчарский район, село Парбиг                                                                                        | 0/4         | Сразу после взлёта столкнулся с домами. | [ 401 ]         |
| XX.XX.1964   | SP-LKC          | н. д. | ?/?         | Повреждён без ремонта. | [ 402 ]         |
| 29.01.1964   | 54818           | аэропорт Нуха | 1/22        | После взлёта упал в овраг. | [ 403 ]         |
| 15.04.1964   | 84517           | аэропорт Кингисепп | 0/?         | При взлёте выкатился за ВПП и столкнулся с грудой камней. | [ 404 ]         |
| 13.06.1964   | YR-DAC          | 10 км от аэропорта Бакау | ?/?         | Разбился при посадке. | [ 405 ]         |
| 14.06.1964   | 54791           | Коми АССР, 13 км северо-восточнее аэропорта Ухта                                                                                      | 0/5         | После взлёта отказали оба двигателя и самолёт сел в лес. | [ 406 ]         |
| 23.06.1964   | 71161           | аэропорт Харьков | 0/4         | После посадки упал в канаву. | [ 407 ]         |
| 13.10.1964   | 04370           | Якутская АССР, Анабарский район, 60 км восточнее мыса Хорго                                                                           | 0/7         | Врезался в сопку. | [ 408 ]         |
| XX.XX.1965   | 51102           | н. д. | 0/?         | Самолёты потерпели аварии. Подробности неизвестны. | [ 409 ]         |
| XX.XX.1965   | 84637           | н. д. | 0/?         | Самолёты потерпели аварии. Подробности неизвестны. | [ 410 ]         |
| XX.XX.1965   | 54859           | н. д. | 0/?         | Самолёты потерпели аварии. Подробности неизвестны. | [ 411 ]         |
| XX.XX.1965   | Л4555           | н. д. | ?/?         | Неизвестно. | [ 412 ]         |
| 02.01.1965   | 64842           | Туркменская ССР, близ Дарвазы | 24/24       | Упал после взлёта из-за истощения топлива. | [ 413 ]         |
| 07.03.1965   | 54971           | Красноярский край, Ермаковский район, близ посёлка Арадан, 122 км от аэропорта Кызыл                                                  | 31/31       | Разрушился в воздухе из-за сильной турбулентности. | [ 414 ]         |
| XX.XX.1966   | 63841           | н. д. | ?/?         | Неизвестно. | [ 415 ]         |
| 25.03.1966   | 65710           | Московская область, 12 км юго-восточнее Раменского                                                                                    | 9/9         | Выполнял учебно-тренировочный полёт. Разрушение в воздухе. | [ 416 ]         |
| 29.04.1966   | 04221           | Оазис Бангера, озеро Фигурное | 0/?         | Провалился по лёд при выполнении посадки. Самолёт затонул спустя 15 дней. | [ 417 ]         |
| 11.08.1966   | YR-TAN          | Lotrioara Valley | 24/24       | Неизвестно. | [ 418 ]         |
| XX.XX.1967   | 04215           | н. д. | 0/?         | Самолёты потерпели аварии. Подробности неизвестны. | [ 419 ]         |
| XX.XX.1967   | 16179           | н. д. | 0/?         | Самолёты потерпели аварии. Подробности неизвестны. | [ 420 ]         |
| XX.XX.1967   | 54969           | н. д. | 0/?         | Самолёты потерпели аварии. Подробности неизвестны. | [ 421 ]         |
| 11.04.1967   | 04213           | Якутская АССР, близ аэропорта Черский                                                                                                 | 0/?         | Разбился на льду. Экипаж принял бочки за вертолёты. | [ 422 ]         |
| 17.06.1967   | 71220           | аэропорт Караганда | 9/34        | Разбился при уходе на второй круг. Рули высоты отклонялись с усилиями. | [ 423 ]         |
| 12.10.1967   | 16150           | Якутская АССР, близ Алдана | 5/5         | Разбился из-за обледенения и отказа левого двигателя. | [ 424 ]         |
| 19.11.1967   | 04227           | Красноярский край, близ аэропорта Красноярск                                                                                          | 4/4         | При заходе на посадку разбился, точная причина не установлена | [ 425 ]         |
| XX.XX.1968   | 84753           | н. д. | ?/?         | Неизвестно. | [ 426 ]         |
| XX.XX.1968   | 54933           | н. д. | 0/?         | Самолёт потерпел аварию. Подробности неизвестны. | [ 427 ]         |
| 24.04.1968   | HA-LIO          | Яс-Надькун-Сольнок, Сольнок | 0/?         | Повреждён во время заправки. | [ 428 ]         |
| 22.12.1968   | 04214           | станция Моусон | 0/?         | Повреждён во время посадки и был впоследствии уничтожен ветрами. | [ 429 ] [ 430 ] |
| XX.XX.1969   | 63839           | н. д. | 0/?         | Самолёты потерпели аварии. Подробности неизвестны. | [ 431 ]         |
| XX.XX.1969   | 04236           | н. д. | 0/?         | Самолёты потерпели аварии. Подробности неизвестны. | [ 432 ]         |
| 13.01.1969   | н. д.           | Украинская ССР, Близ Белогорска, Крымская область                                                                                     | 5/6         | Выполнял поисково-спасательную операцию, из-за ошибки экипажа снизился на запредельно малую высоту. | [ 433 ]         |
| XX.07.1969   | 63871           | н. д. | 0/?         | Неизвестно. | [ 434 ]         |
| XX.XX.197X   | 63916           | Якутская АССР, Тикси, близ аэропорта Тикси                                                                                            | ?/?         | Был унесён ветром. | [ 435 ] [ 436 ] |
| XX.XX.197X   | 39              | н. д. | 0/?         | Поджог. | [ 437 ]         |
| 17.02.1970   | 21504           | аэропорт Ленинград | 1/6         | Сразу после взлёта коснулся земли и разбился. | [ 438 ]         |
| 05.03.1970   | 58340           | Иркутская область, Усть-Кутский район, район аэропорта Усть-Кут                                                                       | 0/?         | Получил серьёзные повреждения при взлёте в результате смещения груза (мешки с цементом) и потерпел крушение в районе ближнего привода. | [ 439 ]         |
| 16.10.1970   | 84771           | Архангельская область, район аэропорта Лешуконское                                                                                    | 0/?         | Был перегружен и сразу после взлёта разбился. | [ 440 ]         |
| XX.XX.1972   | 04368           | н. д. | 0/?         | Самолёт потерпел аварию. Подробности неизвестны. | [ 441 ]         |
| 06.02.1973   | н. д.           | Чукотский автономный округ, близ аэропорта Бухта Провидения                                                                           | 4/4         | При заходе на посадку, после пролёта ДПРМ, расположенного в 10 км от торца ГВПП 01, самолёт столкнулся с каменистым склоном сопки на берегу озера Истихед правее посадочного курса. | [ 442 ]         |
| 03.05.1973   | 04244           | Арктика, Северный Ледовитый океан | 0/9         | При посадке было повреждено шасси, эвакуировать самолёт не удалось. | [ 443 ] [ 444 ] |
| 07.09.1973   | 48982           | Кировская область, Арбажский район, близ деревни Кывырла                                                                              | 7/7         | Попал в грозу. Столкнулся с деревьями. | [ 445 ]         |
| 10.10.1973   | 71209           | Туркменская ССР, близ аэропорта Ташауз                                                                                                | 5/5         | При взлёте из-за отказа левого двигателя разбился. | [ 446 ]         |
| 22.03.1974   | 73960           | Кировская область, близ аэропорта Киров                                                                                               | 3/9         | После взлёта разбился из-за неправильной работы левого двигателя. | [ 447 ]         |
| 13.11.1974   | 08823           | Иркутская область, Эхирит-Булагатский район, близ села Харат                                                                          | 1/8         | Пожар в грузовом отсеке самолёта. | [ 448 ]         |
| 05.06.1976   | 13345           | Удмуртская АССР, Каракулинский район, отмели реки Кама, близ аэродрома Мензелинск (Татарская АССР)                                    | 4/4         | Выполнял транспортно-связной полёт. Столкнулся с проводами телефонной линии. | [ 449 ]         |
| 14.07.1976   | 13369           | аэропорт Ташкент | 0/?         | Взлёт производился с превышением полётного веса выше допустимого. Заправка самолёта бензином с низким октановым числом способствовала уменьшению мощности двигателей. Всё это привело к потере скорости сразу после отрыва. Самолёт произвёл грубую посадку. В районе левого двигателя возникло возгорание. | [ 450 ]         |
| 26.06.2004   | RA-1300K        | Московская область, Раменский район, деревня Заозерье                                                                                 | 4/5         | Был заправлен автомобильным топливом, вскоре после взлёта двигатели отказали и самолёт разбился. | [ 451 ]         |